# Mikhtomia
Mikhtomia is een geslacht van korstmossen behorend tot de familie Teloschistaceae. De typesoort is Mikhtomia gordejevii.

## Geslachten
Volgens Index Fungorum telt het geslacht vier soorten (peildatum november 2021):
| Soortnaam                   | Auteur(s)                                                                            | Publicatiejaar |
| --------------------------- | ------------------------------------------------------------------------------------ | -------------- |
| Mikhtomia gordejevii        | (Tomin) S.Y. Kondr., Kärnefelt, Elix, A. Thell, Jung Kim, A.S. Kondr. & Hur          | 2014           |
| Mikhtomia multicolor        | (Hue) S.Y. Kondr., Kärnefelt, Elix, A. Thell, Jung Kim, A.S. Kondr. & Hur            | 2014           |
| Mikhtomia subflavorubescens | (Y. Joshi & Hur) S.Y. Kondr., Kärnefelt, Elix, A. Thell, Jung Kim, A.S. Kondr. & Hur | 2014           |
| Mikhtomia yeosuensis        | S.Y. Kondr., Kärnefelt, Elix, A. Thell, Jung Kim, A.S. Kondr. & Hur                  | 2014           |